# Adolf El Assal
Adolf El Assal (* 7. April 1981 in Alexandria, Ägypten) ist ein luxemburgischer Filmproduzent, Filmregisseur und Drehbuchautor ägyptischer Abstammung.

## Leben und Wirken
Adolf El Assal wurde in Alexandria geboren und wuchs in den Vereinigten Arabische Emiraten, Großbritannien, Frankreich und Luxemburg auf. Luxemburg wurde seine Heimat.
Er studierte von 2002 bis 2005 Media & Cultural Studies und von 2006 bis 2008 Filmwissenschaft an der Kingston University in London mit einem Abschluss als Master. 2006 hat er an den Berlinale Talents teilgenommen.
2015 gründete er in Luxemburg die Produktionsfirma Wady Film/Wady Media und war deren CEO bis 2022.
El Assal gehört zu den führenden Filmschaffenden Luxemburgs, der vor allem als Filmproduzent, Regisseur und Drehbuchautor tätig ist. Seinen ersten Spielfilm drehte er 2014. Er war Produzent oder Mitproduzent von rund 45 Kurz- und Spielfilmen, von denen viele mit internationalen Filmpreisen ausgezeichnet wurden.
Zu seinem Schaffen gehören Kurz- und Spielfilme sowie Musikvideos, unter anderem für Robbie Williams.
El Assal ist Mitglied der Luxembourg’s Writers and Directors’ Guild und der Europäischen Filmakademie.

## Filmographie als Produzent (Auswahl)
- 2005: Ping Pong Revenge, Kurzfilm
- 2008: Divizionz; auch Regie zusammen mit Donald Mugisha und James Tyler
- 2013: Die Chaoten (Les fameux gars); auch Regie zusammen mit Yves Robert Schaaf
- 2023: Sawah; Produktion, Regie und Drehbuch
- 2023: Karnaval; Produzent
- 2023: M: Mission Hoffnung  (M); Produzent
- 2024: Tuk-Tuk-Eye, Dokumentarfilm
- 2025: Der Kuss des Grashüpfers